# Холокост в България
Холокостът в България обхваща дейностите на българските власти, съдействащи на Холокоста, политиката на Германия за ликвидиране на евреите (т.нар. „окончателно решение на еврейския въпрос“) в Европа по време на Втората световна война.

## Антиеврейски ограничения
През декември 1940 година, дни след разширяването на Тристранния пакт с Унгария, Румъния и Словакия и период на усилено подготвяне на България да се включи в него, Народното събрание приема Закон за защита на нацията, който поставя началото на държавно организиран тормоз и преследване на евреите в България. Още при внасянето на законопроекта видни интелектуалци и общественици, сред които Тодор Влайков, Елин Пелин, Григор Чешмеджиев, Стоян Чилингиров, Елисавета Багряна, Людмил Стоянов, Константин Константинов, подписват протестно писмо срещу него. В парламента законопроектът е остро критикуван от Петко Стайнов.
Законът за защита на нацията е последван от Закон за еднократния данък върху имуществата на лицата от еврейски произход (юли 1941) и Закон за възлагане на Министерския съвет да вземе всички мерки за уреждане на еврейския въпрос и свързаните с него въпроси (юли 1942). Антиеврейските закони и подзаконови актове до голяма степен следват по-ранни подобни норми от Румъния, Унгария и Франция.
Съгласно антиеврейското законодателство:
- смесените бракове между българи и евреи се забраняват (те се осъществяват само нелегално),
- има забрани за упражняване на определени професии и притежаване на дялове в предприятия от страна на евреите,[3]
- наложени са извънредни имуществени данъци на еврейското население,
- наложено е носенето на „давидовите значки“ за идентификация,
- наложен е полицейски час за евреите,
- евреите могат да си купуват хляб само от отделни фурни,
- определени са улици, по които е забранено да се движат евреи,
- по 6 – 7 месеца в годината мъжете-евреи от донаборна до 50-55-годишна възраст са изпращани в „трудови лагери“.

Антиеврейското законодателство налага тежки регулации върху собствеността на евреите, като голяма част от нея е на практика национализирана срещу държавни облигации. Недвижима и движима собственост на евреи масово е разпродавана, като средствата се внасят в техни сметки в Българска народна банка, в които към март 1943 година са натрупани 307 милиона лева. Първоначално титулярите на тези сметки могат да теглят пари от тях с разрешение на държавните органи, но впоследствие това им е забранено, а по-късно самата администрация започва да използва тези пари без знанието на собствениците. Разпродажбите на еврейска собственост, особено в окупираните територии, са съпътствани от масова корупция и директни кражби от страна на извършващите ги държавни служители.
Наложеният през 1941 година еднократен данък върху имуществото на евреите е в размер на 20% (25% за имущества над 3 милиона лева) и достига общ размер от 1,4 милиарда лева (около 20% от сумата на преките данъци по това време). Данъкът и кратките срокове за неговото изплащане на практика довеждат до ликвидацията на множество предприятия, собственост на евреи.
Прилагането на антиеврейските мерки е възложено на създадено през август 1942 година Комисарство по еврейските въпроси към Министерския съвет, оглавено от Александър Белев. До края на годината то изселва от София над 1500 души, конфискувайки и раздавайки жилищата им по свое усмотрение.

## Трудови лагери

### Законодателна основа за трудовата повинност
14 февруари 1941 г. – Правилник за приложение на Закона за защита на нацията.
Член 30, ал. 1 – детайлите по службата на евреите в отделни работни групи ще бъдат определяни от министъра на войната.
15 май 1941 г. – Наредба относно трудовата повинност на евреите. Униформи на Трудови войски. Евреи могат да бъдат назначавани за командири на групи.

### Трудова повинност през 1941 г.
1 май 1941 г. – всички евреи на възраст между 20 и 40 години са мобилизирани в трудови групи. Освободени са на 1 октомври.
Около 8.000 души на 15 места из България
Юли 1941 г. – протест на германския посланик в София Адолф Хайнц Бекерле относно службата на евреи в българската армия. Поради натиска и отказа на Германския Трудов фронт да поддържа каквито и да било контакти с българските трудови войски, ако в тях служат евреи, последните бяха отстранени и от тях и прехвърлени към Министерството на обществените сгради, пътищата и благоустройството (МОСПБ).

### Министерско постановление №53 от 12 август 1941 г.
Подписано от всички министри. Работните групи се прехвърлят от Министерство на войната към МОСПБ.
- Трудоваците евреи са лишени от военни униформи.
- Всички евреи командири са заменени с български офицери.
- Всички евреи трябва да носят специален знак, който да ги отличава като такива.
На МОСПБ е възложено да изготви правилник за работата на еврейските групи в лагерите.

### 27 март 1942 – Наредба за формирането на еврейски работни групи към отдел Временна трудова повинност към МОСПБ.
Отделни еврейски групи са създадени към 8 от съществуващите вече трудови дружини.
Основни положения:
- Отделни еврейски работни групи от между 100 и 300 души на отделни места (по възможност отдалечено, без да се смесват с неевреи).
- Евреите да се явяват на работа със свое облекло, обувки, завивки, лъжици и канчета. Получават безплатно само храна.
- Всички запасни евреи без разлика на чин и специалност се мобилизират и работят на общо основание.
Имайки предвид, че почти всички евреи не са свикнали с подобна работа, се предвижда постепенност в изпълнението. Първа седмица 50% от минималната норма. Втора седмица – 66%. Трета седмица – 75%. От четвъртата седмица – пълна норма.
Мобилизираните евреи носят задължително отличителен знак– 12 см жълта лента на левия ръкав на палтото.

### Трудова повинност през 1942 г.
Мобилизирани за работа през месец май.
С новите антисемитски мерки от лятото на 1942, условията в еврейските трудови групи се влошава – мобилизирани са мъже до 46 години и са освободени на 5 декември.
Евреите са използвани главно за строеж и поддръжка на пътища и жп линии, но също работа по дренажа на земите около Дунав, регулация на речните корита в други райони на страната и т.н.
През втората половина на 1942 г. въпросът за еврейските трудови лагери е обект на дискусии по време на германо-българските преговори относно депортацията на евреите – след официално немско искане през октомври 1942 г. българското правителство отначало отказва да депортира евреите, тъй като „...българите разчитат на еврейската работна сила при строежа на пътища“.
Нуждата от безплатна работна сила е още по-голяма, тъй като между 10 и 20 хиляди българи работници са изпратени в Германия по силата на двустранно споразумение от 1939 г.

### Трудова повинност през 1943 г.
1943 е най-трудната година за българското еврейство като цяло и в частност за мъжете в трудовите групи.
Евреите са мобилизирани още на 29 януари и работата продължава до декември.
Около месец по-късно комисарят по еврейските въпроси Александър Белев и Теодор Данекер подписват споразумение за депортирането на 20 хиляди евреи от българските територии.
Началото на март – депортация на евреите от Северна Гърция
До средата на май – 6.000 евреи – включени в трудовите групи. Предстояща мобилизация на други 8.000 евреи.
Около 1.500 евреи – по линията Симитли - Кулата
През май 1943 – изселване на евреите от София в провинцията.

### Трудова повинност през 1944 г.
Мобилизирани на 15 юни
Смяна на правителства и на политическия режим в страната в началото на месец септември
Добри Божилов (14.9.1943-1.6.1944)
Иван Багрянов (1.6.1944-2.9.1944)
Константин Муравиев (2.9.1944-9.9.1944)
Отмяна на антиеврейските закони и премахване на трудовите лагери
Строителните обекти, на които евреите работят през 1942-1944 г. са:
1. Към I трудова дружина: през 1942 г. в Трънска клисура и през 1942 г. в Ихтиман.
2. Към II трудова дружина: през 1942 г. в гара Сестримо, с. Габровница и с. Лозен (местността Топлите извори), Пазарджищко, с. Симеоновец (местностите Широка поляна и Таш боаз) и в дисциплинарната еврейска рота в Сливен; през 1943 г. в гарите Сестримо, Белово, Звъничево, Сараново, Ветрен и кариерата „Бошуля“; през 1944 г. в гарите Белово, Сестримо, Ихтиман, с. Веренско, Итиманско, с. Катуница, Асеновградско, и с. Куртово конаре, Пловдивско.
3. Към III трудова дружина: през 1942 г. в Сливен.
4. Към IV трудова дружина: през 1942 г. в I-III работни групи и през 1944 г. в III- и XIVи XVI работни групи по щосето с. Смедово – с. Веселиново, Карнобатско.
5. Към VI трудова дружина: през 1943 г. в ловчански еврейски отряд в I-IX работни групи и през 1944 г. в III-VIII работни групи, във Враца във II работна група и еврейски отряд в Свищов во IX и XI работни групи.
6. Към VII трудова дружина: през 1942 г. в Радомир, през 1943 г. и 1944 г. в I-IX работни групи.
7. Към XI трудова дружина: през 1942 г. в Св. Врач.
8. Към XII трудова дружина: през 1943 г. в гара Пирин, Св. Врачко, в I-XII работни групи и еврейския отряд в спирка Белица.
Първата в България възпоменателна плоча в памет на евреите, полагали принудителен робски труд по време на Холокоста, се намира край Брезник. Паметният знак е в местността „Гледан“, където в периода 1941 - 1944 година са работят евреите от Първа Трудова дружина в Трънска клисура.

## Изселване на евреи
Решението за унищожаване на всички евреи на територията на Германия, на окупираните от нея територии и на териториите на съюзниците ѝ е взето от националсоциалистическото правителство в берлинското предградие Ванзе през 1942 г. Тогава започва масовото депортиране към Аушвиц.
Още през септември германският посланик в София Адолф Бекерле, разглеждайки въведеното антисемитско законодателство и създаването на Комисарството по еврейските въпроси, приема, че българското правителство е склонно да подпомогне Германия за изтребването на евреите. На 21 януари в посолството е назначен като съветник по еврейските въпроси хауптщурмфюрерът (капитан) от СС Теодор Данекер. След едномесечни преговори на Данекер с вътрешния министър Петър Габровски и комисаря Александър Белев, на 22 февруари 1943 година двете страни сключват споразумение за депортация „най-първо“ на 20 хиляди български евреи в Германия.
На 2 март с постановление на Министерския съвет споразумението за изселване е потвърдено, а на Комисарството е възложено да организира изселването на 20 хиляди евреи от „новоосвободените земи“. По данни на самото Комисарство там живеят около 11 хиляди евреи, така че изпълнението на постановлението е невъзможно. Същевременно доклад на Габровски, одобрен на 24 февруари от министър-председателя Богдан Филов, предлага в изселването да бъдат включени и „нежелателни евреи“ от старите територии. Въпреки одобрението си, Филов не приема настояванията на Габловски това да бъде вписано в публичното постановление на Министерския съвет, но Комисарството приема одобрения доклад за достатъчно основание за изселването и на евреи от старите територии.

### Депортиране на евреите от Новите земи
На 4 март 1943 г. започва депортиране на евреите от Беломорието. 4058 души са транспортирани до Лом и оттам на 4 корабчета са изпратени до Виена. Оцеляват само 100 от тях.
Български полицейски части (под немско командване) в Битоля и Скопие избират евреите от Вардарска Македония и от 10 март започва депортирането на 7144 души с вагони до дунавските пристанища Лом и Видин. Оттам те са отведени в Треблинка. Оцеляват само около 200 от тях.
На 12 март са депортирани 161 евреи от Пиротско през Лом за Виена.

### Опити за депортиране на евреи от стара България
Според първоначалния план на Комисарството по еврейските въпроси изселването трябва да обхване около 6000 души от старите територии – 3500 от София, 612 от Пловдив, останалите от Русе, Пазарджик, Ямбол, Бургас, Хасково, Варна, Видин и Лом. Още през февруари Комисарството съставя списъци на евреи, „които са по-богати, обществено проявени и такива, проявени в противодържавни и противобългарски чувства“. До практически стъпки се стига само в Пловдив, където 612 души са задържани в двора на една казарма в 3 часа през нощта на 10 март, но по обяд са освободени по нареждане на главния секретар на вътрешното министерство.
В тези събития се намесва митрополит Кирил (бъдещия Патриарх Български). Той влиза в еврейския лагер в Пловдив и заявява, че ще тръгне с депортираните, ако те не бъдат освободени. Междувременно в страната се надига вълна от народно негодувание срещу решението на правителството. За отмяната на първия и най-организиран опит за депортация на евреите от „стара България“ важна роля изиграва бързото и решително действие на група от 42 депутати начело с подпредседателя на Народното събрание Димитър Пешев, които се обявяват срещу случващото се, като чрез подписка в Народното събрание правят действията публично известни, показват фактическата им нелегитимност и с това бламират антисемитските действия на прохитлеристкото правителство. Самото правителство спира депортирането. Лекарският съюз, Съюзът на писателите и спортно дружество „Славия“ също се противопоставят. Българската православна църква реагира особено последователно, като окуражава морално както евреите, така и множеството българи, несъгласни с политиката на правителството за разделение на нацията с мотива, че гоненията на евреите са удар по самата България. Особено активен е софийският митрополит Стефан, оглавяващ Светия Синод по това време. Намесват се и множество отделни личности, включително и вдовицата на държавника Петко Каравелов, Екатерина Каравелова. На 24 май 1943 г. в София е проведена голяма публична демонстрация в защита и подкрепа на българските евреи. Последиците от разселването на евреите, както и напредъка на разгрома на Вермахта през следващите месеци правят депортирането практически неосъществимо. Протестите създават възможност цар Борис III да отмени депортацията на евреите от „стара България“.
Антиеврейското законодателство в България е отменено официално в началото на септември 1944 г. от правителството на Константин Муравиев. По английска инициатива в София правителството преговаря с швейцарския посланик за изселване в Палестина на 4000 деца и 400 възрастни евреи.
- Униформи в трудовите войски
- Барака от лагера в Кайлъка
- Географски указател на местата на еврейски работни групи в трудова повинност 1941-1945
- Еврейски трудов лагер в Кръсто поле (Еникьой)
- Еврейски трудов батальон в Марикостино
- Българска принудителна трудова бригада
- Еврейски трудов лагер през 1941
- Евреи работещи в кариера през 1940
- Празнуване на Йом Кипур в еврейски трудов лагер
- Пране на дрехи в еврейски трудов лагер
- В трудов лагер
- В трудов лагер
- В трудов лагер
- В трудов лагер
- Евреи трудоваци с жълти ленти на ръкавите
- Хранене в трудов лагер
- Наредба за формирането на еврейски работни групи 3 стр.
- Наредба за формирането на еврейски работни групи 2 стр.
- Наредба за формирането на еврейски работни групи 1 стр.
- Министерско постановление №53 от 12.08.1941 1 стр
- Министерско постановление №53 от 12.08.1941 2 стр
- В трудов лагер
- В трудов лагер
- В трудов лагер
- В трудов лагер
- В трудов лагер
- В трудов лагер
- Униформи в трудовите войски
- Лакатник, посещение в еврейска трудова рота през 1941
- Разписание за изселване 5СЗ
- План за изселване на еврейското население на гр. Стара Загора 1стр
- План за изселване на еврейското население на гр. Стара Загора 2стр
- Еврейски лагер в Смядово през 1944
- Старозагорски евреи в лагера Ихтиман

## Цитирани източници
- Аврамов, Румен. Комуналният капитализъм: Т.III.   София, Фондация Българска наука и култура / Център за либерални стратегии, 2007. ISBN 978-954-90758-9-2.
- Недев, Недю. Три държавни преврата или Кимон Георгиев и неговото време.   София, „Сиела“, 2007. ISBN 978-954-28-0163-4.
- Шарланов, Диню. История на комунизма в България. Том I. Комунизирането на България.   София, Сиела, 2009. ISBN 978-954-28-0543-4.